# Mickey's Rival
Mickey's Rival (El rival de Mickey) es un cortometraje de Mickey Mouse de 1936. Fue dirigida por Wilfred Jackson y producida por Walt Disney Productions. Presenta el personaje de Mortimer Mouse. Fue el 84.º cortometraje de Mickey Mouse que se estrenó, el quinto de ese año

## Trama
Mickey Mouse está junto a su coche antropomórfico, preparándo la comida para su novia, Minnie, mientras hacen un pícnic juntos, sólo ellos dos. Pero entonces, un ratón llamado Mortimer, que conduce un elegante coche deportivo (que también es antropomórfico), pasa corriendo y luego se detiene al ver a Minnie, retrocediendo y chocando su coche contra el de Mickey, empujándolo contra un árbol. El ratón Mortimer es uno de los viejos amigos de Minnie, y comienza a gastar bromas a Mickey, el cual se pone celoso por su relación con Minnie. Mortimer le quita dos de los botones de sus pantalones cortos, y Mickey trata de hacer lo mismo agarrando los botones de Mortimer, pero éstos le electrocutan, revelando Mortimer que están conectados a unas pilas. Mientras, el coche de Mickey empuja el deportivo de Mortimer e intenta asustarlo haciendo sonar su motor, pero el deportivo de Mortimer toca la bocina con fuerza, asustando al coche de Mickey, haciendo que se esconda detrás de una roca cercana.
Después, Minnie, Mortimer y Mickey, que aún está malhumorado por Mortimer, hacen un pícnic juntos. Entonces Mortimer ve un toro en un corral cercano y trata de impresionar a Minnie toreando. Agarra la manta roja de pícnic, haciendo que Mickey se enganche la nariz en una rosquilla como si fuese un anillo, para usarla para torear al toro. Mickey se pone un poco nervioso cuando Minnie aplaude a Mortimer y le pide a Mickey que sea bueno. Pero Mickey hace pucheros a Minnie, rompe una taza de té y vuelve a su viejo coche. Minnie está sorprendida por el comportamiento celoso de Mickey, pero solo dice a espaldas de Mickey: "Sólo está celoso". Mickey y su coche se sientan uno al lado del otro, donde ambos patean una roca mientras se sienten celosos y gruñones por las burlas de Mortimer y su coche.
Mientras tanto, Mortimer sigue haciendo toreando al toro pero desde fuera del corral. Sus dos primeros intentos salieron bien, sobre porque el toro cargara contra las vallas de su corral, pero cuando Mortimer ve la puerta del corral abierta y está a punto de torear por tercera vez, inmediatamente grita, sale corriendo y huye en su coche deportivo, dejando a Minnie que se ocupe sola del toro después de dejar caer la manta sobre ella. El toro persigue a Minnie, que huye con la manta todavía sobre ella. Mickey y su auto se dan cuenta de esto y, mientras el auto de Mickey se esconde nuevamente, Mickey logra detener al toro, quedando atrapado debajo del mismo mientras Minnie corre hacia un árbol. Mickey muerde la cola del toro, haciéndolo saltar y permitiéndole salir. Mientras intenta ayudar a Minnie, el toro ataca nuevamente. Mickey se las arregla para salir del camino del toro cuando se estrella contra el árbol, haciendo que Minnie se caiga antes de que vuelva a subir de inmediato. Mickey luego lucha contra el toro con la manta roja solo para envolverse en ella y no poder correr lo suficientemente rápido como para escapar. Se las arregla para evitar al toro agarrando una rama con la boca, pero se ve obligado a correr nuevamente (esta vez arrastrándose como una oruga) cuando el toro se da la vuelta.
El auto de Mickey repentinamente ve a su dueño en peligro y lo salva empujando al toro a un lado, pero el toro inmediatamente comienza a perseguirlo. El auto se esconde una vez más mientras el toro vuelve su atención a Mickey. Su automóvil salva rápidamente a Mickey nuevamente mordiendo la cola del toro y haciendo que lo persiga con su luz trasera roja encendida. Después de atraer al toro hacia él nuevamente, usa sus ruedas traseras para salpicar barro sobre el toro. Mientras tanto, Mickey intenta bajar a una Minnie aún asustada del árbol pero ambos caen. El auto de Mickey los atrapa con el toro aún persiguiéndolo. Luego crea una nube de polvo alrededor del toro, lo confunde y les permite escapar. Mientras se dirigen a casa, Mickey le pregunta a Minnie si Mortimer sigue siendo divertido. Minnie lo niega cortésmente y ambos se dan la mano, lo que hace que los dos se reconcilien.

## Reparto de voces
- Mickey Mouse: Walt Disney
- Minnie Mouse: Marcellite Garner
- Mortimer Mouse: Sonny Dawson[3]